# Armação de Pêra
Armação de Pêra is een plaats in de Portugese gemeente Silves. De plaats ligt in de provincie Algarve op circa 15 kilometer ten westen van Albufeira. Het landschap omvat rotsformaties, grotten en verder enkele stranden. Na het in 1933 te zijn gesticht groeide het vissersdorp vanaf de jaren negentig ten gevolge van het toerisme.